# Osage-Alphabet

Osage-Alphabet (Schriftart: Noto Sans Osage)

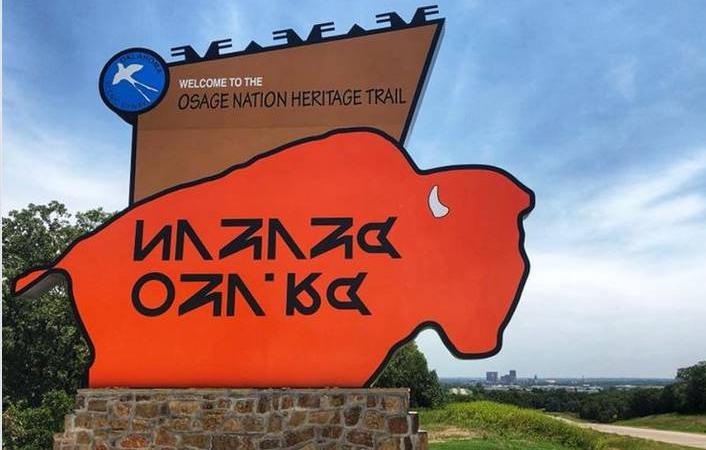
Hinweisschild bei Pawhuska, Oklahoma: „Route Osage“ in Osage-Schrift

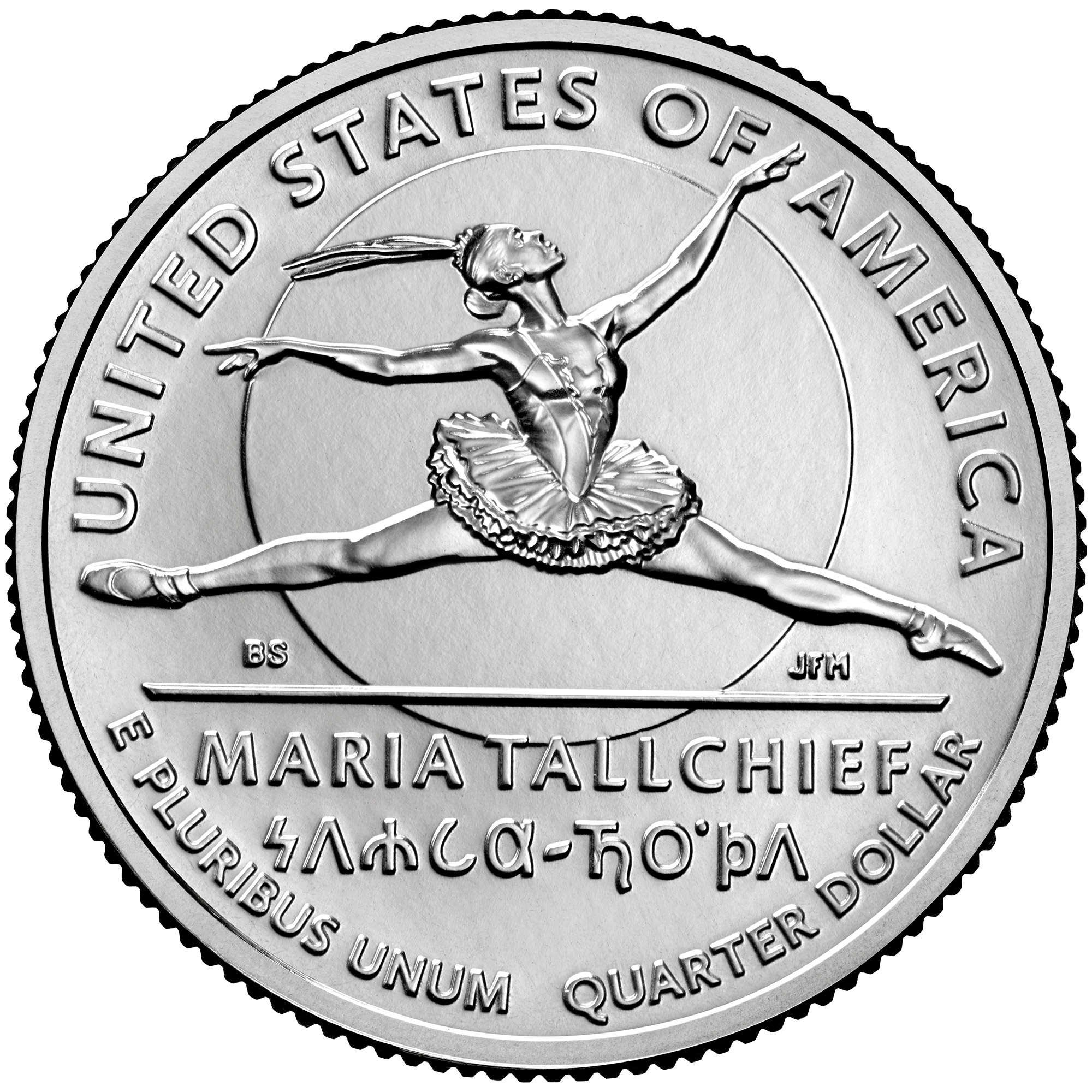
US-amerikanische Vierteldollar-Gedenkmünze (2023) für Maria Tallchief mit ihrem Namen in Osage-Schrift

Das Osage-Alphabet ist ein 2006 entwickeltes und 2012–2014 reformiertes Alphabet für die Sprache der in Oklahoma und benachbarten US-Bundesstaaten lebenden Angehörigen des nordamerikanischen Indianerstamms der Osage. Es basiert auf Buchstabenformen des lateinischen Alphabets und besitzt Groß- und Kleinbuchstaben, letztere sind stets verkleinerte Formen der Großbuchstaben. Das Alphabet ist phonematisch, jedes Buchstabenpaar repräsentiert also eindeutig einen Sprachlaut.
Osage besaß zuvor eine lateinische Verschriftung mit diakritischen Zeichen. Da deren Gebrauch unter Schülern, die mit dem Englischen besser vertraut waren als mit der Osage-Sprache, durch die abweichende Verwendung der Buchstaben im Englischen beeinträchtigt wurde, beschloss der Direktor des Osage Language Program, Herman Mongrain Lookout, im Jahr 2006 das Osage-Alphabet als eigenständige Schrift zu entwickeln. Dieses wird seither von der Osage Nation durchgehend verwendet.
Im Jahr 2012, im Zusammenhang mit dem Antrag auf Codierung des Alphabets in Unicode, wurde eine präzisere Darstellung der Laute der Osage-Sprache ausgearbeitet, die im folgenden Jahr erfolgreich getestet wurde. Im Februar 2014 fand eine Schriftreform-Konferenz statt, die von Lookout und den Mitarbeitern der Sprachabteilung der Osage Nation zusammen mit dem Unicode-Experten Michael Everson organisiert wurde. Das Ergebnis umfasste die Einführung von Groß- und Kleinschreibung, die Abschaffung von zwei Buchstaben und die Schaffung mehrerer neuer Buchstaben.
Das Osage-Alphabet wurde im Juni 2016 in Unicode (Version 9.0) in einen neuen Unicodeblock Osage aufgenommen.
| Unicode-Tabelle des Osage-Alphabets |   |   |   |   |   |   |   |   |   |   |   |   |   |   |   |   |
|                                     | 0 | 1 | 2 | 3 | 4 | 5 | 6 | 7 | 8 | 9 | A | B | C | D | E | F |
| U+104Bx                             | 𐒰 | 𐒱 | 𐒲 | 𐒳 | 𐒴 | 𐒵 | 𐒶 | 𐒷 | 𐒸 | 𐒹 | 𐒺 | 𐒻 | 𐒼 | 𐒽 | 𐒾 | 𐒿 |
| U+104Cx                             | 𐓀 | 𐓁 | 𐓂 | 𐓃 | 𐓄 | 𐓅 | 𐓆 | 𐓇 | 𐓈 | 𐓉 | 𐓊 | 𐓋 | 𐓌 | 𐓍 | 𐓎 | 𐓏 |
| U+104Dx                             | 𐓐 | 𐓑 | 𐓒 | 𐓓 |   |   |   |   | 𐓘 | 𐓙 | 𐓚 | 𐓛 | 𐓜 | 𐓝 | 𐓞 | 𐓟 |
| U+104Ex                             | 𐓠 | 𐓡 | 𐓢 | 𐓣 | 𐓤 | 𐓥 | 𐓦 | 𐓧 | 𐓨 | 𐓩 | 𐓪 | 𐓫 | 𐓬 | 𐓭 | 𐓮 | 𐓯 |
| U+104Fx                             | 𐓰 | 𐓱 | 𐓲 | 𐓳 | 𐓴 | 𐓵 | 𐓶 | 𐓷 | 𐓸 | 𐓹 | 𐓺 | 𐓻 |   |   |   |   |